# PKIA
PKIA (англ. CAMP-dependent protein kinase inhibitor alpha) – білок, який кодується однойменним геном, розташованим у людей на короткому плечі 8-ї хромосоми. Довжина поліпептидного ланцюга білка становить 76 амінокислот, а молекулярна маса — 7 989.
| 10         |  | 20         |  | 30         |  | 40         |  | 50         |
| ---------- |  | ---------- |  | ---------- |  | ---------- |  | ---------- |
| MTDVETTYAD |  | FIASGRTGRR |  | NAIHDILVSS |  | ASGNSNELAL |  | KLAGLDINKT |
| EGEEDAQRSS |  | TEQSGEAQGE |  | AAKSES     |  |            |  |            |

A: Аланін

D: Аспарагінова кислота

E: Глутамінова кислота

F: Фенілаланін

G: Гліцин

H: Гістидин

I: Ізолейцин

K: Лізин

L: Лейцин

M: Метіонін

N: Аспарагін

Q: Глутамін

R: Аргінін

S: Серин

T: Треонін

V: Валін

Задіяний у такому біологічному процесі, як ацетилювання. 